# Edwin Skinner
Edwin Joseph Skinner (Port of Spain, 15 oktober 1940) is een voormalige atleet uit Trinidad en Tobago, die gespecialiseerd was in de 400 m. Hij nam eenmaal deel aan de Olympische Spelen en won hierbij een bronzen medaille.

## Biografie
Al op twaalfjarige leeftijd liet Skinner zijn talent blijken. In 1952 won hij bij de Coronation Sport Meeting in het Queen's Park Oval de 100 yd en de 220 yd. In 1959 stond hij nog in de schaduw van landgenoot Wendell Mottley, maar in het jaar erop waren de prestaties van Skinner beter. In 1962 liep hij een nationaal record op de 200 m en de 400 m. In 1966 won hij een bronzen medaille bij de Centraal-Amerikaanse en Caribische Spelen. In datzelfde jaar liep hij als student van de Universiteit van Maryland met het team van de universiteit een nieuw indoorrecord op de 4 x 440 yd estafette.
Op de Olympische Spelen van 1964 in Tokio nam Edwin Skinner deel aan de 400 m en de 4 x 400 m estafette. Op de individuele 400 m werd hij met 46,8 s achtste op de 400 m. In de series en in de halve finale klokte hij met 46,5 sneller dan in de finale. Op de estafette won hij met zijn teamgenoten Kenneth Bernard, Edwin Roberts en Wendell Mottley een bronzen medaille. Met een tijd van 3.01,7 eindigden ze achter de Verenigde Staten (goud; 3.00,7) en Groot-Brittannië (3.01,6).

## Persoonlijk record
| Onderdeel | Prestatie | Datum | Plaats |
| --------- | --------- | ----- | ------ |
| 400 m     | 46,50 s   | 1964  |        |

## Palmares

### 400 m
- 1964: 8e OS - 46,8 s

### 4 x 400 m
- 1964:  OS - 3.01,7